# Polyrhachis lydiae
Polyrhachis lydiae é uma espécie de formiga do gênero Polyrhachis, pertencente à subfamília Formicinae.